# Рада ин Кианти
Ра̀да ин Киа̀нти (на италиански: Radda in Chianti) е село и община в централна Италия, провинция Сиена, регион Тоскана. Разположено е на 530 m надморска височина. Населението на общината е 1690 души (към 2010 г.).